# Branden Turepu
Branden Turepu (ur. 25 lipca 1990 na Wyspach Cooka) – piłkarz z Wysp Cooka grający w tamtejszym Tupapa Rarotonga na pozycji obrońcy.
W Tupapa Rarotonga gra od 2011 roku.
W reprezentacji Wysp Cooka zadebiutował w 2011 roku. Dotychczas w tej reprezentacji rozegrał 5 meczów.